# Saint-Dézéry
Saint-Dézéry é uma comuna francesa na região administrativa de Occitânia, no departamento de Gard. Estende-se por uma área de 6,01 km². Em 2010 a comuna tinha 463 habitantes (densidade: 77 hab./km²).